# چمبه (اهواز)
چمبه روستایی در ایران است که در دهستان غیزانیه واقع شده‌است. چمبه ۷۱ نفر جمعیت دارد.